# Ermal Meta (Fußballspieler)
Ermal Meta (* 20. Juni 2005 in Elbasan) ist ein albanischer Fußballspieler.

## Karriere

### Verein
Meta begann seine Karriere 2016 im Jugendverein von KF Elbasani, wo er bis 2022 ausgebildet wurde. Anschließend wechselte er in die Jugendabteilung von KF Tirana. 2023 wurde Meta in die erste Mannschaft von KF Tirana befördert. In der Saison 2023/24 absolvierte er 21 Ligaspiele in der Kategoria Superiore, der höchsten albanischen Spielklasse, sowie zwei Pokalspiele. Auch in der darauffolgenden Saison 2024/25 kam er bei KF Tirana zu regelmäßigen Ligaeinsätzen.

### Nationalmannschaft
Meta durchlief mehrere Jugendnationalmannschaften Albaniens. Im November 2022 debütierte er für die U18-Nationalmannschaft und absolvierte zwei Spiele. Seit 2023 ist er Teil der U19-Auswahl.